# ロドニー・スタッキー
ロドニー・スタッキー（Rodney Norvell Stuckey, 1986年4月21日 - ）はアメリカ合衆国ワシントン州シアトル出身のバスケットボール選手。NBAのデトロイト・ピストンズなどに所属していた。ポジションはポイントガードとシューティングガード。196cm、93kg。

## 経歴

### 学生時代
ケンウッド高校を州タイトルに導いたスタッキーはイースタン・ワシントン大学に進学。2004-05シーズンは学業面での問題によりプレイできなかったが、翌2005-06シーズンからはチームのエースとして活躍し、全米得点ランキングでも8位となる平均24.2得点を記録。シーズン通算726得点は同校の新記録となり、さらにビッグ・スカイ・カンファレンスの新人王を獲得するとともに、年間最優秀選手にも選ばれている。翌2006-07シーズンには24.6得点5.5アシストの成績で、得点ランキングは全米7位だった。カンファレンスのファーストチームとAP通信選出のオールアメリカンには2年連続で選ばれ、大学通算24.3得点は同校の新記録となり、通算1437得点は同校4番目の成績だった。

#### スタッツ
| シーズン | チーム | GP | GS | MPG  | FG%  | 3P%  | FT%  | RPG | APG | SPG | BPG | PPG  |
| -------- | ------ | -- | -- | ---- | ---- | ---- | ---- | --- | --- | --- | --- | ---- |
| 2005–06  | Eagles | 30 | 30 | 33.0 | .490 | .372 | .760 | 4.8 | 4.1 | 2.2 | 0.3 | 24.2 |
| 2006–07  | Eagles | 29 | 29 | 33.3 | .453 | .267 | .846 | 4.7 | 5.5 | 2.4 | 0.3 | 24.6 |

### NBAキャリア

#### デトロイト・ピストンズ
大学では2シーズンプレイした後、2007年のNBAドラフトにアーリーエントリーし、デトロイト・ピストンズから1巡目15位指名を受けてNBA入りを果たした。マイアミ・ヒートのドウェイン・ウェイドに憧れていて背番号3もウェイドから取ったものである。2007-08シーズンのプレシーズンでは12.1得点3.1アシストと好調ぶりをアピールしていたが、開幕直前になって左手を骨折してしまい、レギュラーシーズンに乗り遅れてしまうこととなった。手術をした後、12月21日のメンフィス・グリズリーズ戦で復帰し、公式戦デビューを果たした（6分の出場で2得点を記録）。1年目のシーズンはチャンシー・ビラップスの控えとしてプレイし、7.6得点2.8アシストの成績を残し、オールルーキー2ndチームに選ばれた。
スタッキーの真価が試されたのはレギュラーシーズンを戦い抜いた後だった。プレーオフのカンファレンス準決勝、オーランド・マジックとのシリーズ第3戦でビラップスが負傷してしまい、以降欠場を強いられるアクシデントに見舞われる。大黒柱の不在に一気に苦境に立たされたかに見えたピストンズだが、控えPGのスタッキーがビラップスの穴を埋める活躍を見せ、敵地での第4戦を勝利で飾るとそのまま2連勝し、マジックを降した。カンファレンス決勝ではビラップスが復帰したがまだ完治はしておらず、スタッキーは準決勝同様にビラップスの不調を補う活躍をし、6試合中3試合で二桁得点を記録したが、チームは4勝2敗でボストン・セルティックスに敗れた。
2008-2009シーズンにジョー・デュマースはピストンズの心臓でもあり頭脳でもあるチャンシー・ビラップスをアレン・アイバーソンとのトレードに出すと言う英断を下した。それは昨シーズンでのプレーオフでのスタッキーの活躍がなければ出来ない判断と言える。アイバーソン移籍してしばらくはベンチスタートだったが、シーズン中盤から先発に抜擢。シーズン終了までアイバーソン、ハミルトンというスター選手に挟まれながらも先発の座を守った。
2009-10シーズンは開幕から先発出場を果たしている。しかし、2010年3月5日のキャブス戦で、タイムアウト中に意識を失くし救急車で病院に搬送されるハプニングがあった。

#### インディアナ・ペイサーズ
2014年7月21日、インディアナ・ペイサーズと1年契約。2015年7月5日には3年2100万ドルで再契約した。しかし、ペイサーズ加入後は負傷が相次ぎ、2017年3月29日に解雇された。

## NBA スタッツ

### レギュラーシーズン
| シーズン | チーム     | GP  | GS  | MPG  | FG%  | 3P%  | FT%  | RPG | APG | SPG | BPG | PPG  |
| -------- | ---------- | --- | --- | ---- | ---- | ---- | ---- | --- | --- | --- | --- | ---- |
| 2007–08  | ピストンズ | 57  | 2   | 19.0 | .401 | .188 | .814 | 2.3 | 2.8 | .9  | .1  | 7.6  |
| 2008–09  | ピストンズ | 79  | 65  | 31.9 | .439 | .295 | .803 | 3.5 | 4.9 | 1.0 | .1  | 13.4 |
| 2009–10  | ピストンズ | 73  | 67  | 34.2 | .405 | .228 | .833 | 3.8 | 4.8 | 1.4 | .2  | 16.6 |
| 2010–11  | ピストンズ | 70  | 54  | 31.2 | .439 | .289 | .866 | 3.1 | 5.2 | 1.1 | .1  | 15.5 |
| 2011–12  | ピストンズ | 55  | 48  | 29.9 | .429 | .317 | .834 | 2.6 | 3.8 | .8  | .2  | 14.8 |
| 2012–13  | ピストンズ | 76  | 24  | 28.6 | .406 | .302 | .783 | 2.8 | 3.6 | .7  | .2  | 11.5 |
| 2013–14  | ピストンズ | 73  | 5   | 26.7 | .436 | .273 | .836 | 2.3 | 2.1 | .7  | .1  | 13.9 |
| 2014–15  | ペイサーズ | 71  | 36  | 26.4 | .440 | .390 | .819 | 3.5 | 3.1 | .8  | .1  | 12.6 |
| Career   |            | 554 | 301 | 28.7 | .425 | .305 | .827 | 3.0 | 3.8 | .9  | .2  | 13.3 |

### プレーオフ
| シーズン | チーム     | GP | GS | MPG  | FG%  | 3P%  | FT%  | RPG | APG | SPG | BPG | PPG  |
| -------- | ---------- | -- | -- | ---- | ---- | ---- | ---- | --- | --- | --- | --- | ---- |
| 2008     | ピストンズ | 17 | 2  | 22.4 | .371 | .286 | .879 | 1.9 | 3.4 | 1.1 | .1  | 8.2  |
| 2009     | ピストンズ | 4  | 4  | 32.0 | .393 | .000 | .857 | 2.3 | 5.3 | .0  | .0  | 15.0 |
| Career   |            | 21 | 6  | 24.2 | .379 | .133 | .875 | 2.0 | 3.8 | .9  | .1  | 9.5  |

## プレースタイル
落ち着いた状況判断とスピードを生かしたパワフルなドライブが持ち味。ピストンズ時代の先輩であったチャンシー・ビラップスのプレースタイルを継承し、上背のあるポイントガードとして期待されていたが、大学時代はシューティングガードを本職としていた。